# Indian (Band)
Indian ist eine US-amerikanische Doom-Metal- und Sludge-Band aus Chicago, die von 2003 bis 2015 existierte und sich 2018 reformierte.

## Geschichte
Die Band wurde im Jahr 2003 gegründet. Im Folgejahr veröffentlichte sie die EP God Slave in Eigenveröffentlichung. Daraufhin erreichte die Band einen Vertrag bei Seventh Rule Recordings. Hierüber erschien das Debütalbum The Unquiet Sky im Jahr 2005, dem sich 2007 Slights and Abuse anschloss. Danach begann die Band, die zu diesem Zeitpunkt aus dem Sänger und Gitarristen Dylan O’Toole, dem Bassisten Ron Defries und dem Schlagzeuger Bill Bumgardner bestand, mit den Arbeiten zum nächsten Album, das 2008 unter dem Namen The Sycophant erschien. Bisher hatte die Band zudem Auftritte zusammen mit Wolves in the Throne Room, Locrian und Agalloch abgehalten. Im Jahr 2010 unterzeichnete die Gruppe einen Vertrag bei Relapse Records, worüber 2011 das Album Guiltless erschien. Der Veröffentlichung folgten Auftritte zusammen mit High on Fire, Batillus und Yob. 2014 folgte das nächste Album From All Purity. Das Album wurde, wie bereits auch der Vorgänger, mit dem Produzenten und Musikerkollegen Sanford Parker (Nachtmystium, Yob, Minsk) aufgenommen. 2015 löste sich die Band auf, O’Toole und Lindsay traten jedoch Bumgardners Band Lord Mantis bei. 2018 gründeten Lindsay, O’Toole und Defries die Band erneut. 2019 traten sie u. a. auf dem Maryland Deathfest auf.

## Stil
Laut Melanie Aschenbrenner vom Metal Hammer spiele die Gruppe auf Guiltless klassischen, schweren Doom Metal, mit extrem langsam gespielten Riffs vergleichbar mit den Werken von Yob. Der Gesang sei „hässlich verzerrt“. Laut Patrick Schmidt vom Rock Hard spiele die Band eine Mischung aus Sludge und Doom Metal. Die E-Gitarren auf From All Purity hätten einen schleifenden Klang, während das Schreien und Kreischen markerschütternd klinge. Im Interview mit Schmidt gab Will Lindsay Gruppen und Künstler wie Black Flag, Bill Steer, Randy Rhoads, Tony Iommi, Chuck Schuldiner, Adam Nathanson und Hank Williams als Einflüsse an.

## Diskografie
- 2004: God Slave (EP, Eigenveröffentlichung)
- 2005: The Unquiet Sky (Album, Seventh Rule Recordings)
- 2007: Slights and Abuse (Album, Seventh Rule Recordings)
- 2008: The Sycophant (Album, Seventh Rule Recordings)
- 2011: Guiltless (Album, Relapse Records)
- 2014: From All Purity (Album, Relapse Records)